# Megarachne
Megarachne (z gr. „wielki pająk”) – rodzaj eurypteryda żyjącego w górnym karbonie (Pensylwan). Długość jego ciała wynosiła około 34 cm, a rozpiętość kończyn 50 cm. Jego skamieniałości zostały odkryte w okolicach argentyńskiej Kordoby i opisane w 1980 roku przez Mario Hünickena, który zaklasyfikował je jako szczątki pająka z grupy Mygalomorphae, co przyczyniło się do uzyskania przez zwierzę tytułu największego przedstawiciela tej grupy zwierząt w dziejach Ziemi. Między innymi cechy takie, jak obecność jednej pary złożonych oczu (a nie kilku par prostych oczu, jak u współczesnych pająków) oraz charakterystyczne elementy szkieletu pozwoliły Paulowi Seldenowi, José A. Corronce i Hünickenowi stwierdzić, że Megarachne był w rzeczywistości wielkorakiem, a nie pająkiem.

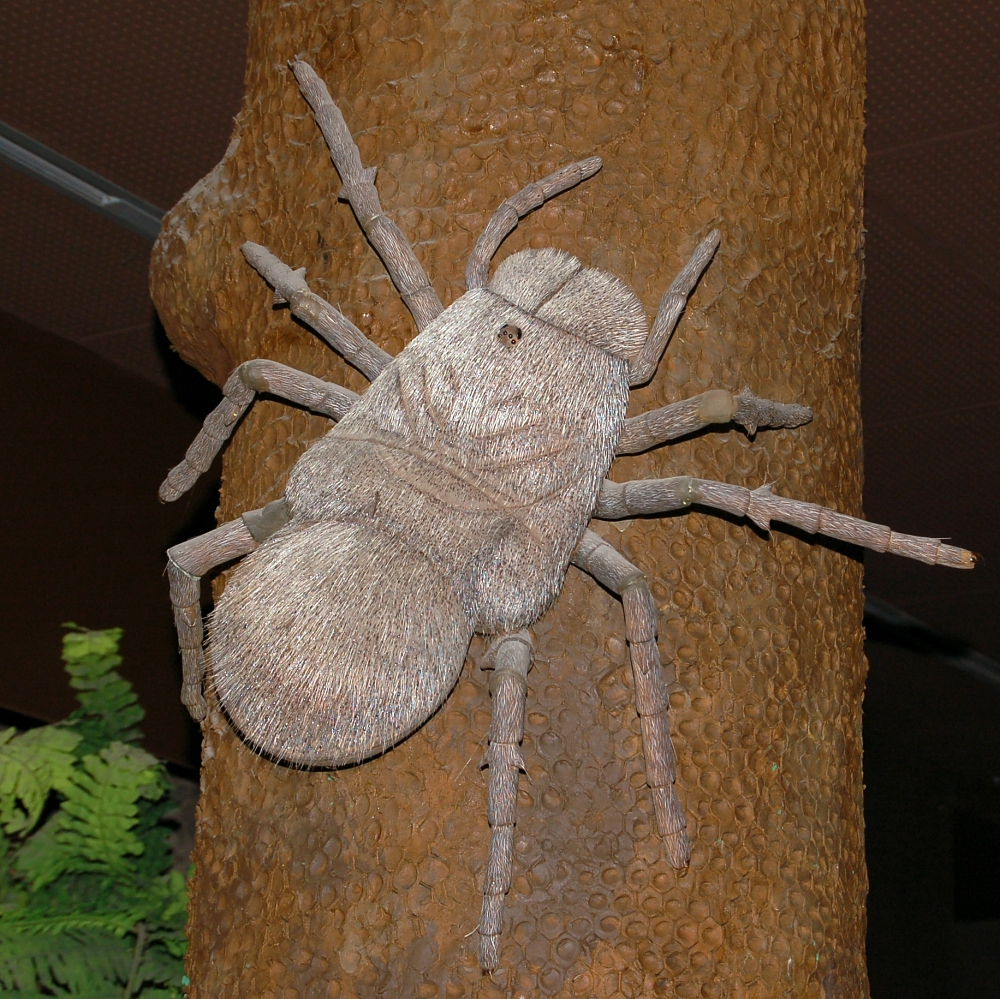
Nieaktualna rekonstrukcja Megarachne jako pająka

Megarachne, pokazany jako pająk polujący na petrolakozaura, miał pojawić się w jednym z odcinków serialu Zanim przywędrowały dinozaury. Jednakże gdy w trakcie realizacji programu odkryto, że Megarachne jest eurypterydem, zamiast niego zdecydowano się uczynić bohaterem odcinka nieokreślonego bliżej pająka z grupy Mesothelae. Wcześniej Megarachne ukazany jako pająk pojawił się w programie dokumentalnym Giant Monsters, prowadzonym przez Jeffa Corwina.